# Activismo cultural

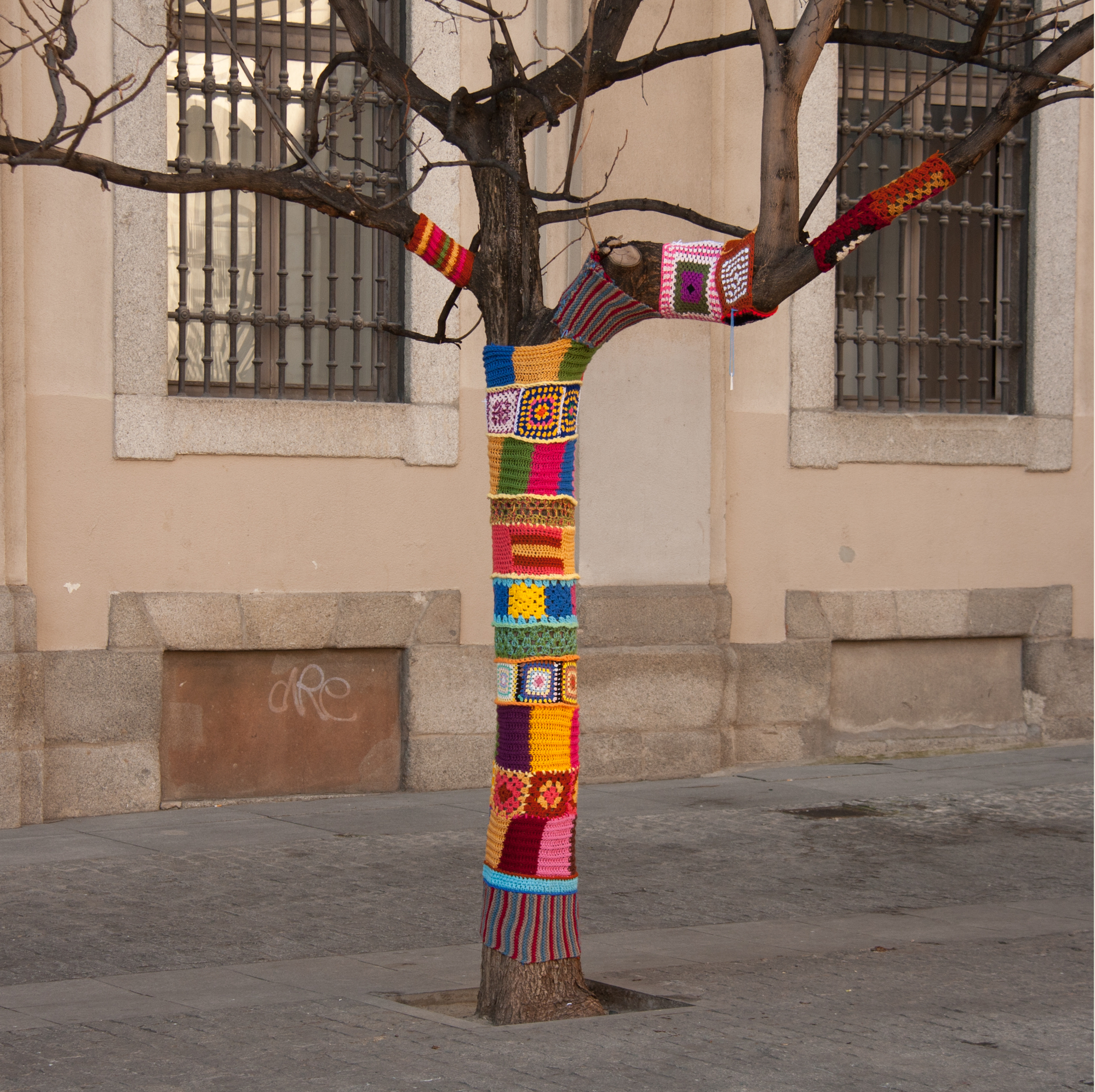
Un ejemplo de yarn bombing en Madrid.

El activismo cultural comprende diversas prácticas y actividades creativas que desafían las interpretaciones y construcciones dominantes del mundo, al tiempo que presentan imaginarios sociopolíticos y espaciales alternativos de formas que cuestionan las relaciones entre el arte, la política, la participación y los espectadores. Implica el uso y la creación de productos culturales para promover el cambio social y puede incluir las artes plásticas, la literatura, la música y el cine, entre otros.
Algunos ejemplos notables son el culture jamming, la contrapublicidad, el muralismo, el yarn bombing, el urbanismo táctico, el teatro político y muchos otros enfoques caprichosos y no violentos de la protesta y el activismo.
Esta práctica no está exenta de polémicas y controversias, dado que un mismo fenómeno cultural se puede utilizar para activismos de signos muy diferentes (politización de la cultura).